# ألبرت كراوس
ألبرت كراوس (بالهولندية: Albert Kraus) (و. 1980 – م) هو ملاكم، وملاكم كيك بوكسينغ، وملاكم موياي تاي، من مملكة هولندا، ولد في أوس.

## روابط خارجية
- ألبرت كراوس على موقع IMDb (الإنجليزية)
- ألبرت كراوس على موقع بوكس ريك (الإنجليزية) (registration required)